# Longtermizm

Skala przeszłości, teraźniejszości i potencjalnej przyszłości ludzkości

Longtermizm – pogląd, według którego jednym z kluczowych priorytetów naszych czasów powinien być pozytywny wpływ na długofalową przyszłość ludzkości. Do zwolenników longtermizmu należą filozofowie William MacAskill i Toby Ord. Elon Musk stwierdził o książce MacAskilla na temat longtermizmu, że „blisko pasuje do mojej filozofii”. Longtermizm wyrasta z ruchu efektywnego altruizmu. Inspirację dla longtermizmu stanowią m.in. pisma Dereka Parfita i Nicka Bostroma.
Longtermiści wychodzą od obserwacji, że przyszłość ludzkości może być ogromna: ludzkość może przetrwać tyle, co typowe gatunki ssaków (a więc jeszcze setki tysięcy lat), do końca złożonego życia na Ziemi (za setki milionów lat) lub nawet – wskutek kolonizacji kosmosu – do wygaśnięcia ostatnich gwiazd (za setki bilionów lat). Longtermiści wnioskują zatem, że pozytywny wpływ na potencjalnie ogromne liczby przyszłych ludzi powinien być jednym z kluczowych priorytetów naszych czasów. MacAskill podsumowuje swój argument na rzecz longtermizmu następująco: „Przyszli ludzie mają znaczenie. Może być ich dużo. Możemy poprawić ich życie”.

## Definicja
MacAskill definiuje longtermizm jako „pogląd według którego pozytywny wpływ na długofalową przyszłość jest jednym z kluczowych moralnych priorytetów naszych czasów”, w odróżnieniu od silnego longtermizmu, który definiuje jako pogląd „według którego pozytywny wpływ na długofalową przyszłość jest jedynym kluczowym moralnym priorytetem naszych czasów – ważniejszym, w tym momencie, niż wszystko inne.” Ord pisze z kolei, że longtermizm „przykłada szczególną wagę do wpływu naszych działań na długofalową przyszłość. Bierze poważnie fakt, że nasze pokolenie stanowi zaledwie jedną stronę w o wiele dłuższej opowieści, i naszą najważniejszą rolą może być jaki kształt potrafimy – lub nie potrafimy – jej nadać.”

## Historia
Termin „longtermizm” powstał w 2017 roku. Elementy longtermizmu można znaleźć np. w ustnej konstytucji Irokezów, która podtrzymuje „zasadę siódmego pokolenia”: miej na uwadze siódme pokoleniu do przodu. Longtermistyczne wątki – jak np. kwestia moralnej odpowiedzialność za długofalową przyszłość ludzkości – można także znaleźć w pismach T.C. Chamberlina, J.B.S. Haldane’a, Jamesa Jeansa, Betranda Russella, Carla Sagana, Jonathana Schella, Hansa Jonasa, Dereka Parfita, Martina Reesa, Nicka Bostroma, a także w pismach Stewarta Branda i Romana Krznarica.

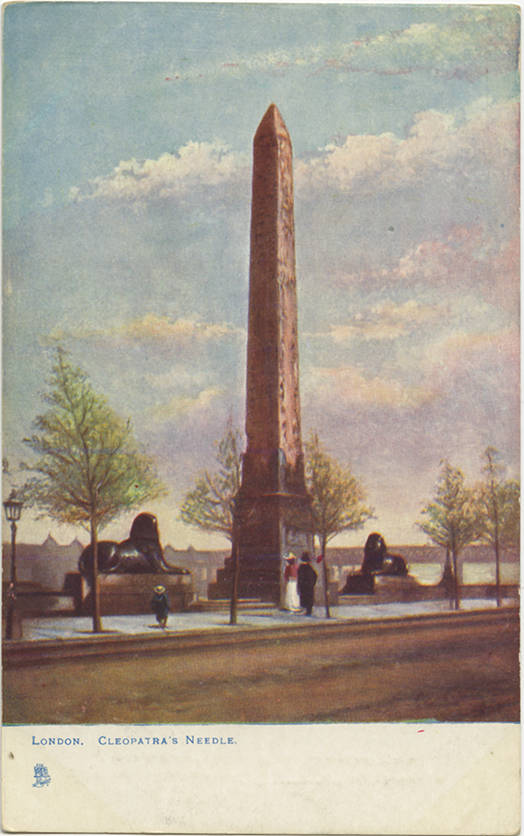
Igła Kleopatry w Londynie

W 1929 roku astronom James Jeans porównywał proporcje między wiekiem Ziemi, wiekiem ludzkości, historią cywilizacji, i możliwą przyszłością ludzkości do tych między obeliskiem Igła Kleopatry w Londynie, grubością pensówki, grubością znaczka pocztowego, i wysokością Mont Blanc, argumentując, że:
… jako mieszkańcy Ziemi, żyjemy na samym początku historii. Właśnie przyszliśmy na świat w świeżej chwale jutrzenki, i rozciąga się przed nami prawie niewyobrażalnie długi dzień… Naszym potomkom z odległych epok – patrzących na nas z drugiej strony panoramy czasu – nasz obecny wiek będzie się wydawał mglistym porankiem historii; nasi rówieśnicy będą się wydawali niewyraźnymi herosami, którzy przedzierali się przez dżungle niewiedzy, błędu i przesądu, żeby odkryć prawdę, ujarzmić siły natury i stworzyć świat godny do zamieszkania przez człowieka. … Ale zdaje się, iż już możemy dostrzec, że głównym przesłaniem astronomii dla gatunku jest nadzieja, a dla jednostki – odpowiedzialność; odpowiedzialność, bo sporządzamy plany i kładziemy fundamenty pod przyszłość dłuższą niż możemy sobie wyobrazić.
Z kolei w 1984 roku filozof Derek Parfit porównywał trzy możliwe scenariusze: (1) pokój, (2) wojna nuklearna, która zabija 99% obecnej światowej populacji, (3) wojna nuklearna, która zabija 100% światowej populacji, argumentując, że:
(2) byłoby gorsze niż (1), a (3) byłoby gorsze niż (2). Która z tych dwóch różnic jest większa? Większość uważa, że między (1) and (2). Ja uważam, że różnica między (2) i (3) jest o wiele większa. (...) Ziemia pozostanie zdatna do zamieszkania przez co najmniej kolejny miliard lat. Cywilizacja ma zaledwie kilka tysięcy lat. Jeśli nie zniszczymy ludzkości, te kilka tysięcy lat mogą stanowić zaledwie mały ułamek całej historii ludzkiej cywilizacji. Różnica między (2) and (3) może zatem stanowić różnicę między tym małym ułamkiem a całą resztą tej historii. Jeśli porównać tą możliwą historię do jednego dnia, to, co się wydarzyło dotychczas, to tylko ułamek sekundy.
Argumenty na rzecz longtermizmu przedstawiają też Nick Beckstead, Hilary Greaves, i Holden Karnofsky.

## Praktyczne implikacje

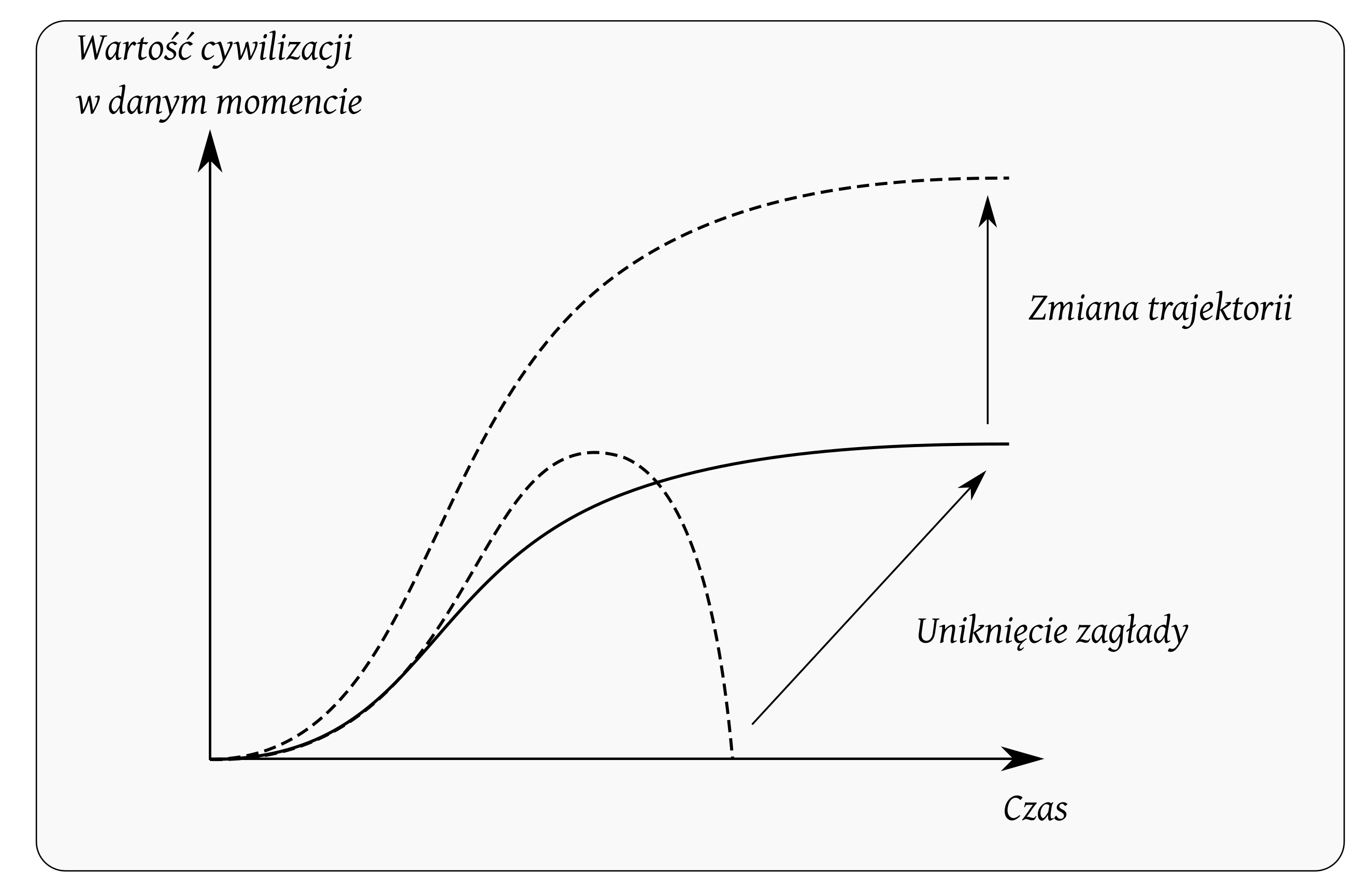
Dwa główne sposoby wpływu na długofalową przyszłość według longtermizmu

Longtermiści uważają, że są dwa główne sposoby na poprawę długofalowej przyszłości: zapobieganie zagładzie ludzkości i zmiana trajektorii cywilizacji.

### Ryzyko egzystencjalne
Ryzyko egzystencjalne to „ryzyko przedwczesnego wyginięcia inteligentnego życia ziemskiego pochodzenia lub drastycznego i trwałego zniszczenia jego potencjału na dalszy pozytywny rozwój”. Do przykładów zalicza się ryzyko związane z kometami i asteroidami, superwulkanami, wojną nuklearną, pandemiami pochodzenia naturalnego i ludzkiego, ekstremalną zmianą klimatyczną, ideologiami totalitarystycznymi, nanotechnologią czy zaawansowaną sztuczną inteligencją.
Ord szacuje całkowite ryzyko egzystencjalne w ciągu kolejnych stu lat na jeden do sześciu, przy czym za największe źródło ryzyka egzystencjalnego uznaje zagrożenia związane z zaawansowaną sztuczną inteligencją. Ord uważa, że znajdujemy się obecnie w czasie niezwykle podwyższonego ryzyka egzystencjalnego, który nazywa „Czasem Przepaści” („the Precipice”), którego początek datuje na moment pierwszej detonacji bomby atomowej. Podobne pojęcie „czasu niebezpieczeństw” („time of perils”) pojawia się w pismach astronoma Carla Sagana.

### Zmiana trajektorii
Według ekonomisty Tylera Cowena, o ile przyjmujemy długofalową perspektywę czasową, naszym priorytetem powinno być zwiększenie tempa zrównoważonego wzrostu gospodarczego, ponieważ korzyści z takiego wzrostu kumulują się.
Według MacAskilla obecne tempo wzrostu gospodarczego wydaje się fizycznie niemożliwe do utrzymania przez więcej niż kolejne kilka tysięcy lat, a więc zwiększenie jego tempa miałoby niewielkie efekty na naprawdę długofalową trajektorię cywilizacji. MacAskill przekonuje, że lepszym sposobem zmiany trajektorii cywilizacji w długofalowej perspektywie jest poprawa norm moralnych obowiązujących w społeczeństwie, co stara się pokazać na przykładzie brytyjskiego abolicjonizmu. MacAskill i inni rozważali w tym kontekście projekty instytucji, które lepiej mogłyby odpowiadać na potrzeby przyszłych pokoleń, jak np. specjalne panele obywatelskie.

### Długa Refleksja
Według Orda i MacAskilla, jednym z długofalowych celów ludzkości powinien być stan Długiej Refleksji, tzn. „stabilny stan świata, w którym ludzkość jest chroniona od katastrofy i ma możliwość refleksji i debaty nad naturą dobrego życia, a także wypracowania zasad najlepszego społeczeństwa.” Podobne sugestie można znaleźć w pismach Jonathana Schella i Nicka Bostroma. Ord sugeruje, że cel osiągnięcia stanu Długiej Refleksji może stanowić wspólną płaszczyznę dla wielu niekompatybilnych wizji długofalowej ludzkiej przyszłości, np. dotyczących kolonizacji kosmosu czy transhumanizmu.

## Podstawy filozoficzne
Argumenty na rzecz longtermizmu wywodzą się z różnych tradycji moralnych. Według utylitaryzmu, naszym moralnym obowiązkiem jest zwiększenie sumy dobrostanu odczuwających jednostek. Bostrom zwraca uwagę, że w ciągu czasu, który ludzkości został na Ziemi może istnieć jeszcze 1016 szczęśliwych ludzi, a więc – z utylitarystycznego punktu widzenia – spodziewana wartość obniżenia ryzyka egzystencjalnej katastrofy o jedną milionową jednego procenta jest sto razy większa niż wartość ocalenia jednego miliona ludzi. Pozytywny wpływ na długofalową przyszłość może być też kwestią priorytetową według konsekwencjalistów, ponieważ przyszłość zawiera ogromny potencjał na typy dóbr niezwiązane z dobrostanem, jak np. piękno, dobro i wiedza.
Toby Ord zwraca uwagę na deontologiczne argumenty na rzecz obniżenia ryzyka egzystencjalnego:
- mamy dług wobec przeszłości, który możemy spłacić tylko przez przekazanie przyszłym pokoleniom dóbr kultury, nauki i sprawiedliwych instytucji[57];
- bezpośrednie zagrożenie wygnięciem odebrałoby sens wielu obecnym projektom w zakresie sztuki, nauki, medycyny czy polityki[58];
- los ludzkości może mieć kosmiczne znaczenie, o ile inteligentne życie jest rzadkie we wszechświecie, na co może wskazywać paradoks Fermiego[59];
- zbiorowe leckeważenie ryzyka egzystencjalnego może być też oznaką braku cywilizacyjnej cnoty roztropności, a więc czymś moralnie nieodpowiednim z punktu widzenia etyki cnót.

Roman Krznaric sugeruje, że większa troska o długofalową przyszłość ludzkości jest moralnie wskazana, ponieważ byłaby rezultatem sprawiedliwego porozumienia za międzypokoleniową zasłoną niewiedzy, a ponadto jest odpowiednią reakcją na moralnie niewłaściwą postawę dominacji obecnego pokolenia nad przyszłymi.

## Społeczność
Propozycje związane z longtermizmem doprowadziły do powstania społeczności, która pracuje na rzecz przyszłych pokoleń. Można do niej zaliczyć Centre for the Study of Existential Risk na University of Cambridge, Future of Humanity Institute i Global Priorities Institute na Uniwersytecie Oksfordzkim, organizacja doradztwa zawodowego 80,000 Hours, Future of Life Institute, i fundacje Forethought Foundation i Longview Philanthropy. Dużym sponsorem projektów związanych z longtermizmem jest fundacja Open Philanthropy, której współzałożycielem jest Dustin Moskovitz. Innym dużym sponsorem był Sam Bankman-Fried i jego upadła fundacja FTX Future Fund, która zobowiązała się do przekazania 160 milionów dolarów na cele longtermistyczne.

## Krytyka

### Etyka populacji
Jednym zarzutem wobec longtermizmu jest to, że musi opierać się na kontrowersyjnych przesłankach w etyce populacji – np. takich jak totalizm, który implikuje tzw. „odrażającą konkluzję”, tzn. twierdzenie, że „dla każdej możliwej populacji co najmniej 10 miliardów ludzi, z których każdy cieszy się bardzo wysoką jakością życia, musi istnieć znacznie większa możliwa populacja, której istnienie – przy założeniu, że wszystkie pozostałe warunki są takie same – byłoby lepsze, nawet jeśli ci ludzie żyliby życiem, które ledwo warte jest przeżycia.”
W odpowiedzi MacAskill zauważa, że wiele rezultatów z zakresu etyki populacji wskazuje, że żadna przekonująca teoria nie jest w stanie jej uniknąć, a zarazem zaznacza, że longtermizm – o ile skupia się na zmianie trajektorii cywilizacji, a nie na uniknięciu zagłady ludzkości – nie musi polegać na kontrowersyjnych przesłankach w etyce populacji.

### Nieprzewidywalność
Innym zarzutem wobec longtermizmu jest to, że długofalowe konsekwencje naszych działań są nieprzewidywalne. Zarzut ten jest podobny do szerszego „problemu nieprzewidywalności”, który pojawia się w przypadku konsekwencjalizmu.
W odpowiedzi badacze związani z longtermizmem starają się zidentyfikować wydarzenia, na które możemy mieć wpływ w bliższej przyszłości, a które będą miały długotrwały i przewidywalny wpływ, np. wyginięcie ludzkości czy utrata kontroli nad zaawansowaną sztuczną inteligencją.

### Fanatyzm
Innym zarzutem wobec longtermizmu jest to, że zakłada racjonalność podejmowania działań mających bardzo małe prawodpodobieństwo bardzo dużych korzyści, a nie działań prowadzących do małych korzyści z dużą pewnością. Ilustracją podobnego problemu jest eksperyment myślowy znany jako „napad na Pascala”.
W odpowiedzi MacAskill podkreśla, że całkowity poziom ryzyka egzystencjalnego mieści się w zakresie ryzyka, któremu próbujemy przeciwdziałać w życiu codziennym, np. zapinając pasy w samochodzie. Inni badacze związani z longtermizmem wskazują natomiast na argumenty na rzecz tzw. „fanatyzmu”, tzn. ogólnej tezy, że dla każdej korzyści i dla każdego niezerowego prawdopodobieństwa istnieje taka możliwa korzyść, że lepiej jest otrzymać tą drugą ze wspomnianym prawdopodobieństwem niż otrzymać tą pierwszą z całkowitą pewnością.

### Roszczeniowość
Innym zarzutem wobec longtermizmu jest to, że może prowadzić do nadmiernych wymagań wobec obecnego pokolenia, być może kosztem najbardziej potrzebujących ludzi w obecnym pokoleniu. Podobne zarzuty były wysuwane przeciwko konsekwencjalizmowi, i szczególnie przeciwko zastosowaniom utylitaryzmu do problemu międzypokoleniowej sprawiedliwości.
W odpowiedzi MacAskill podkreśla, że wiele projektów związanych z longtermizmem ma też korzyści dla obecnego pokolenia; np. zapobieganie pandemiom może zmniejszyć poziom ryzyka egzystencjalnego, a zarazem zwiększyć obecny poziom zdrowia publicznego. Z kolei Ord podkreśla, że według longtermizmu pozytywny wpływ jest tylko jednym z kluczowych priorytetów naszych czasów, i że obecnie na cele związane z longtermizmem wydaje się na świecie mniej niż na lody (60 mld dolarów w 2018 roku).

### „Cel uświęca środki”
Innym zarzutem wobec longtermizmu jest to, że może on dostarczyć uzasadnienia dla oszustwa lub przemocy w dążeniu do osiągnięcia longtermistycznych celów. Filozof Peter Singer pisał, że „patrzenie przez pryzmat longtermizmu i ryzyka egzystencjalnego zmniejsza bieżące problemy prawie do zera, dostarczając jednocześnie uzasadnienia na prawie wszystko, co zwiększyłoby nasze szanse przetrwania wystarczająco długo, aby rozprzestrzenić się poza Ziemię.”
W odpowiedzi MacAskill podkreśla, że troska o przyszłe pokolenia, którą wyraża longtermizm, nie uzasadnia oszustwa czy przemocy, podobnie jak troska o środowisko naturalne nie uzasadnia zamachów bombowych na elektrownie.

### „Long-washing”
Jeszcze innym zarzutem wobec longtermizmu jako ruchu społecznego jest to, że – podobnie jak w przypadku zjawiska green-washing – może on służyć do stworzenia mylnego wrażenia, że działania firm lub jednostek wspierających longtermistyczne cele są etycznie usprawiedliwione. W podobnym kontekście, Roman Krznaric pisze, że „rosnąca liczba biznesmenów jest nie tylko ekspertami w ‘green-washingu’ (wygłaszaniu bezpodstawnych twierdzeń o tym, co ich firmy robią dla środowiska), ale także w czymś co uważam za ‘long-washing’ (stwarzanie długoterminowej strategii przede wszystkim ze względu na wyniki finansowe firmy raczej niż dla dobra jutrzejszego świata).”